# Ulrik Fredriksen
Ulrik Tillung Fredriksen (* 17. Juni 1999 in Bergen, Norwegen) ist ein norwegischer Fußballspieler, der als Innenverteidiger ab 2025 für den norwegischen Erstligisten Fredrikstad FK spielt.

## Karriere

### Vereinskarriere

#### Fußballerische Anfänge
Fredriksen begann seine Karriere bei den Bergener Vereinen Sædalen IL und FK Fyllingsdalen, bevor er 2016 zu Sogndal IL wechselte. Dort gab er am 7. Mai 2017 im Alter von 17 Jahren sein Debüt in der Eliteserie gegen FK Haugesund – allerdings wurde er in der 75. Minute mit einer Roten Karte des Feldes verwiesen. Insgesamt bestritt er 68 Ligaspiele für Sogndal und erzielte drei Tore.

#### FK Haugesund (2020–2024)
Im Januar 2020 schloss sich Fredriksen dem Erstligisten FK Haugesund an. Er etablierte sich rasch als Stammspieler und absolvierte in fünf Spielzeiten insgesamt 113 Ligaspiele, in denen er drei Tore erzielte. In der Saison 2024 kam er in allen 30 Ligapartien über die volle Spielzeit zum Einsatz. Anfang 2025 wurde sein Vertrag mit Haugesund einvernehmlich aufgelöst.

#### Fredrikstad FK (ab 2025)
Kurz darauf unterschrieb Fredriksen beim Pokalsieger von 2024 Fredrikstad FK. Sein Debüt für den Klub gab er am 29. März 2025, dem 1. Spieltag der Eliteserie, beim 3:0-Heimsieg gegen SK Brann. Bis Juni 2025 kam er auf zehn Ligaeinsätze als fester Bestandteil der Innenverteidigung.

### Nationalmannschaftskarriere
Fredriksen durchlief mehrere norwegische Jugendnationalmannschaften und sammelte dabei umfassende internationale Erfahrung. Für die norwegische U18-Nationalmannschaft absolvierte er zwei Spiele, bevor er 2018 in die U19 aufrückte, für die er in sechs Partien auflief. Im darauffolgenden Jahr wurde er Teil der U20-Auswahl und bestritt fünf Länderspiele, darunter drei bei der U20-Weltmeisterschaft 2019 in Polen. Besonders in Erinnerung blieb der historische 12:0-Sieg gegen Honduras, bei dem Norwegen den höchsten Sieg in der Geschichte des Turniers erzielte. Fredriksen stand in allen drei Gruppenspielen auf dem Platz. Anschließend folgte ein Einsatz für die norwegische U21-Nationalmannschaft im Jahr 2020.